# Волней Фелтес
Волней Фелтес (порт. Volnei Feltes, нар. 15 квітня 2000, Бом-Принсіпіо) — бразильський футболіст, захисник португальського клубу «Ештуріл-Прая».

## Ігрова кар'єра
Народився 15 квітня 2000 року в місті Бом-Принсіпіо. Вихованець юнацьких команд футбольних клубів «Жувентуде» та «Інтернасьйонал».
У дорослому футболі дебютував 2020 року виступами у Бразилії за «Ештуріл-Прая», у складі якої протягом перших двох сезонів взяв участь лише у 5 матчах чемпіонату. 
Протягом сезону 2022/23 на правах оренди захищав кольори друголігового «Олівейренсі». У складі команди з Олівейра-ді-Аземейша мав регулярну ігрову практику, а, повернувшись влітку 2023 року до «Ештуріл-Прая», почав дедалі частіше виходити на поле й у складі цієї команди.